# Podestà

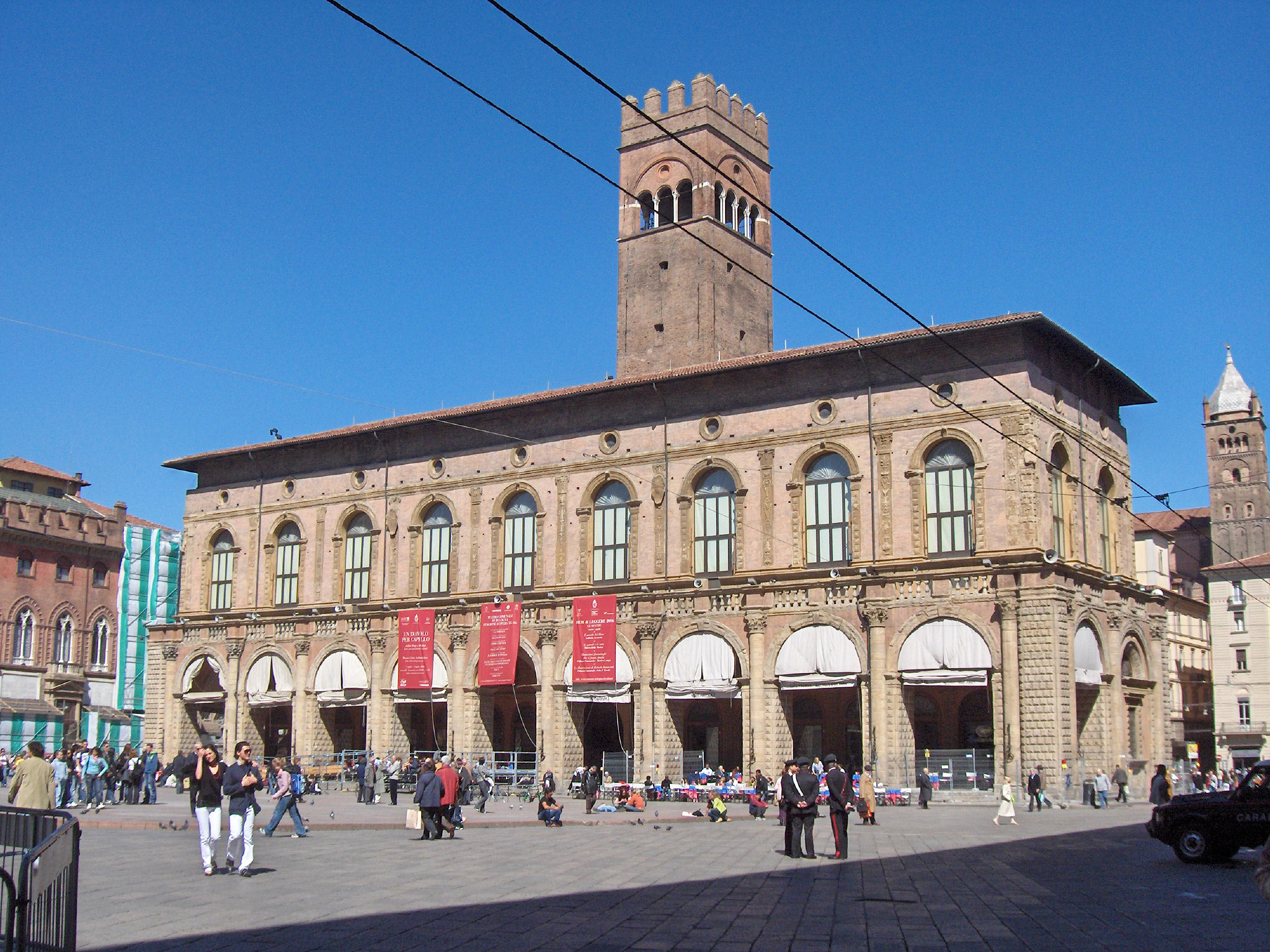
"Palazzo del Podestà" (Nederlands: "Paleis van de Podestà") in Bologna

De podestà (kan zowel verwijzen naar het enkelvoud als het meervoud) was tijdens de Middeleeuwen een hoge ambtenaar in veel Italiaanse steden. De naam is afgeleid van het Latijnse potestas, dat macht betekent.
De eerste podestà werden rond 1158 aangesteld door Frederik Barbarossa, de keizer van het Heilige Roomse Rijk, die ook koning van Italië was. De ambtenaren moesten in de noordelijke delen van Italië erop toezien dat de wetten van de koning-keizer werden nageleefd. De onpopulariteit van de podestà was een van de factoren die leidden tot de opstand tegen Frederik in 1167.
Hoewel het experiment van de keizer een kort leven beschoren was, voerden veel Italiaanse steden rond 1200 ook het ambt van podestà in. Het verschil was dat de ambtenaren nu door het volk werden gekozen. De podestà waren de heersers over de stad, maar hun ambtstermijn besloeg slechts een jaar, zodat er geen misbruik van gemaakt kon worden.
Om jaloezie onder de eigen bevolking te voorkomen, werden vaak mannen uit andere gebieden geworven. Vooral Venetianen waren populair. Sommige podestà waren zo geliefd, dat hun ambtsperiode verlengd werd met een paar jaar of soms zelfs levenslang. De podestà kregen luxe paleizen tot hun beschikking, zodat de lokale rijke families geen invloed op hun besluiten konden uitoefenen. Gedurende de 12e en 13e eeuw werd vrijwel elke stad bestuurd door een podestà. In Rome werd er één aangewezen door de Paus. Florence droeg na 1180 de macht over van de bestuurders aan een podestà, net als Milaan.
Gaandeweg werden de podestà steeds corrupter en dictatorialer. Daarom wezen veel steden speciale functionarissen aan die hun acties in de gaten moesten houden; in Florence was er op een gegeven moment een functionaris met de titel Capitano del popolo aangesteld die erop toezag dat de lagere klassen niet te veel door de besluiten van de podestà werden benadeeld. Uiteindelijk werd de macht van deze bestuurders steeds verder ingeperkt, totdat de podestà in de 16e eeuw van het toneel verdwenen.
De term "podestà" kwam tijdens de 20e eeuw weer even in zwang in Italië, toen de steden Trente en Triëst hun magistraten het als officiële titel gaven. De fascisten noemden de senaatsgekozen burgemeesters ook podestà, maar dit gebruik werd na de Tweede Wereldoorlog afgeschaft.